# Clare Kramer
Clare Elizabeth Kramer (Atlanta, Georgia; 3 de septiembre de 1974) es una actriz estadounidense. Es reconocida por interpretar el papel de Glory o Glorificus en la serie Buffy la cazavampiros, la cual le dio un impulso a su carrera y la hizo conocida entre los fanes de la misma. En Buffy, Glory es una diosa de una dimensión infernal a la que unos monjes le arrebataron una llave que le permitiría abrir las fronteras que separan las dimensiones y, así, iniciar un verdadero apocalipsis. También apareció como Courtney en la película Bring It On, junto a Eliza Dushku y Kirsten Dunst, en el año 2000. En el año 2003 participó en el rodaje de un cortometraje de 10 minutos llamado D.E.B.S., en el que hacía el papel de Lucy Dimond, una villana que estaba enamorada de una espía llamada Amy. Este cortometraje fue llevado al cine un año después, pero Kramer no participó de este proyecto.

## Biografía
Kramer nació en Atlanta, Georgia, pasó la mayor parte de su infancia en Delaware, Ohio, y es de ascendencia británica y alemana. Tiene una hermana menor llamada Callie; sus padres son Terry y Sandy. Tras terminar el instituto, estudió en la Universidad de Nueva York y se licenció en Bellas Artes en la Tisch School of the Arts de la misma universidad.
De niña, fue portavoz y mascota de Wendy's, con las coletas características del logotipo de la empresa[4].
Los papeles cinematográficos de Kramer incluyen: La sed (2006), como vampiresa, esta vez ex drogadicta; Las calaveras III (2004), como nadadora de competición que sigue los pasos de su hermano uniéndose a la organización del título; la adaptación de Roger Avary de la novela de Bret Easton Ellis Las reglas de la atracción (2002); y la comedia de animadoras de Jessica Bendinger Bring It On (2000).
Kramer apareció en Tru Calling (2004), junto a Eliza Dushku, e interpretó a la estrella de cine y ladrona de tiendas Babette Storm en Sabrina, la bruja adolescente (2002). Consiguió un papel recurrente como Glory, diosa de una dimensión infernal, en 13 episodios de Buffy Cazavampiros, junto a Sarah Michelle Gellar, entre 2000-2002.
En 2012, Kramer ganó el premio a la mejor actriz en el Festival de Cine PollyGrind 2012 por su interpretación de la asesina en serie Caitlin Shattuck en el largometraje de fantasía rock Road to Hell.
Presenta el podcast Take Five with Clare Kramer y es cofundadora de la plataforma en línea Geek Nation.

## Filmografía

### Cine
| Año  | Título                  | Rol                                | Notas                   |
| ---- | ----------------------- | ---------------------------------- | ----------------------- |
| 1997 | In & Out                | Estudiante                         |                         |
| 2000 | Ropewalk                | Liza                               |                         |
| 2000 | Bring It On             | Courtney                           |                         |
| 2002 | The Mallory Effect      | Robin                              |                         |
| 2002 | The Rules of Attraction | Candice                            |                         |
| 2003 | D.E.B.S.                | Lucy in the Sky / Lucinda Reynolds | Cortometraje            |
| 2004 | The Scare Hole          | Sarah                              |                         |
| 2004 | The Skulls III          | Taylor Brooks                      | Video                   |
| 2004 | L.A. D.J.               | Chica de los volantes              |                         |
| 2005 | Guy in Row Five         | Rose                               |                         |
| 2006 | The Gravedancers        | Allison Mitchell                   |                         |
| 2006 | The Thirst              | Lisa                               |                         |
| 2008 | The Grift               | Grace Armstrong                    |                         |
| 2008 | Road to Hell            | Caitlin                            |                         |
| 2010 | Endure                  | Daphne Mayton                      |                         |
| 2011 | The Dead Ones           | Ms. Persephone                     |                         |
| 2011 | Hard Love               | Kelly                              |                         |
| 2013 | Big Ass Spider!         | Teniente Karly Brant               |                         |
| 2015 | Tales of Halloween      | Teniente Brandt-Mathis             | Segmento: "Sweet Tooth" |
| 2015 | The Lost Tree           | Emma                               |                         |
| 2017 | Zer0-Tolerance          | Patrica Spencer                    |                         |
| 2018 | The Griddle House       | Francis                            |                         |

### Televisión
| Año       | Título                     | Rol                       | Notas                                              |
| --------- | -------------------------- | ------------------------- | -------------------------------------------------- |
| 1998      | Vig                        | Heather                   | Película para televisión                           |
| 1999      | Outreach                   | Casey Shaw                |                                                    |
| 1999      | Dodge's City               | Witch                     | Película para televisión                           |
| 2000-2002 | Buffy la cazavampiros      | Glory (Glorificus)        | Papel recurrente; 13 episodios                     |
| 2002      | The Random Years           | Melissa                   | Episodio: "Don't Make Me Have Sex in the Hamptons" |
| 2002      | Sabrina, the Teenage Witch | Babette Storm             | Episodio: "Free Sabrina"                           |
| 2004      | Tru Calling                | Alex Reynolds             | Episodio: "Drop Dead Gorgeous"                     |
| 2006      | House                      | Caren Krause              | Episodio: "Meaning"                                |
| 2011      | Goodnight Burbank          | Terri Blake               | Papel recurrente                                   |
| 2012-2015 | Film Pigs                  | Ella misma / varios roles | Papel recurrente                                   |
| 2014      | Monster School Animation   | Clare Kramer              |                                                    |
| 2016      | The Wrong House            | Rebecca Lassiter          | Película para televisión                           |
| 2018      | Strange Ones               | Detective Karen Barnes    |                                                    |
| 2018      | Dark/Web                   | Sam                       |                                                    |
| 2019      | Seduced by a Killer        | Jessica                   | Película para televisión                           |